# Derp (buurtschap)
Derp is een buurtschap in de gemeente Deurne, in de Nederlandse provincie Noord-Brabant. 
De buurtschap Derp, gelegen langs de Derpsestraat, de oude doorgaande route van Roermond naar Empel langs een vertakking van de Peelrandbreuk, ontstond in de late middeleeuwen langs de westrand van de Deurnese akker. De kern van de buurtschap lag langs de zijstraat van de Derpsestraat ter hoogte van de voormalige artsenpraktijk van dokter Gerrits. Hier was ook de schepenkamer gevestigd, waar de schepenen van Deurne vergaderden. De boerderij uit 1649 werd in de tweede helft van de 20e eeuw door een bungalow vervangen, maar de leilinden staan er nog.
Dorpen: Deurne · Helenaveen · Liessel · Neerkant · Vlierden · Walsberg

Buurtschappen: Baarschot · Belgeren · Bleijs · Breemortel · Groote Bottel · Kleine Bottel · Groot Bruggen · Klein Bruggen · Derp · Donschot · Haageind · Halte · Hanenberg · Heieind · Heimolen · Heitrak · Kerkeind · Kranenmortel · Kulert · Leensel · Luttel Meijel · Merlenberg · Molenhof · Pannenschop · Ruth · Schans · Schelm · Sloot · Veldheuvel · Vloeieind · De Voorstad · Voorste Beerdonk · Voort · Vreekwijk

Noord-Brabant: Steden en dorpen      Nederland: Provincies · Gemeenten